# ولاء مزدوج
في السياسة، يشير مصطلح الولاء المزدوج إلى الولاء إلى جهتين منفصلتين، غالبًا ما تكون كل منها في صراع مع الأخرى.

## موضوع جدلي بطبيعته
على الرغم من أن كافة الأمثلة على «الولاء المزدوج» المزعوم تعتبر أمرًا مثيرًا للجدل للغاية، إلا أن تلك الأمثلة تشير إلى مدى الصعوبة المتأصلة في تمييز أسباب ظهور «خطر» الولاء المزدوج - فعلى سبيل المثال، ذلك الولاء الناشئ في حالة وجود زوج من المصالح المتضاربة – في مقابل بين ما قد يمكن وصفه ببساطة زوج من المصالح المتماشية جزئيًا أو حتى، بالنسبة للطرف الذي يتم اتهامه، زوج من المصالح المتماشية كليًا. فعلى سبيل المثال، بالنسبة للمهاجرين الذين لا زالوا يحتفظون بمشاعر الولاء تجاه موطنهم الأصلي غالبًا ما يصرون أن ولاءهم المزدوج (أو ولاءهم لأكثر من جهتين) لا يحدث تصارع فيما بينهما. كما ذكر ستانلي رينشون الموظف بالمركز المعني بدراسات الهجرة،
«كتبت الروائية لان سامانثا تشانج (1999) كرد فعل على قضية وين هو لي مقالاً معارضًا في جريدة نيويورك تايمز بعنوان» كشف زيف أسطورة الولاء المزدوج«(Debunking the Dual Loyalty Myth) قائلاً:» مما لا شك فيه أن العديد من المهاجرين لهم روابط قوية بدول مولدهم...ولكن الولاء الثقافي أو العائلي يأتي في مستوى مختلف تمامًا عن الولاء السياسي...فأنا أحب الصين، ولكني من مواطني الولايات المتحدة. «يبدو أن تشانج تميز بين حب المرء لبلده» الأم" ورغبته في خيانة البلد التي لجأ إليها وتبنته. ومن الواضح أن هذا يعد تمييزًا عادلاً ومعقولاً ومناسبًا، ولكنها اعترفت بازدواجية مشاعرها. لا تكمن المشكلة في حب المرء لبلده الأم والخيانة، ولكن الأمر يتعلق بتعدد الولاء الذي يبدو كما لو كان جزءًا من نفسية العديد من المهاجرين."

### التفسيرات الخاصة بالحدود عبر الدولية
أشار بعض الباحثين إلى الاتجاه المتزايد نحو بحث فكرة عبر الدولية وأوضحوا أنه نظرًا لأن المجتمعات أصبحت أكثر تنوعًا وذات ثقافات متعددة، بالتالي أصبح مصطلح «الولاء المزدوج» فكرة مبتذلة لا معنى لها. ووفقًا لنظرية الحدود عبر الدولية، أنشأ المهاجرون (فضلًا عن عوامل أخرى بما فيها الاتصال العالمي المحسّن) أشكالًا جديدة من الهوية الشخصية التي تتخطى المفاهيم التقليدية للمساحة المادية والثقافية. وقد عملت كل من نينا غليك شيلر وليندا باخ وكريستينا بلان زانتون على تعريف عملية يستطيع المهاجرون من خلالها «الربط معًا» بين موطنهم الأصلي وبين البلد المستوطنين بها.
تنص وجهة النظر عبر الدولية على أن «الولاء المزدوج» تعبير إيجابي بشكل محتمل يرمز إلى التعددية الثقافية، ويمكن أن يسهم في إحداث تنوع وقوة داخل المجتمع المدني. وعلى الرغم من أن هذه الفكرة تعتبر شائعة داخل الأوساط الأكاديمية، غير أن البعض يتشككون فيها. وإليك مقالةً تصف الأمر كما يلي،
بعيدًا عن استخدامه في حالات معينة، يستمر مصطلح «الولاء المزدوج» في مقابل «الحدود الوطنية» في أن يصبح موضوعًا يثير حوله جدلًا كبيرًا. وإليك مقالًا أكاديميًا ورد فيه ما يلي:

## اتهامات تاريخية
من الأمثلة التاريخية التي توضح معنى «الولاء المزدوج» الحقيقي أو المتصوَر ما يلي:
- خلال الحرب العالمية الثانية، اقتصر وجود عدد من مواطني الولايات المتحدة من أصل ياباني وألماني وإيطالي، بما في ذلك بعض المواطنين الذين ولدوا في الولايات المتحدة، على معسكرات اعتقال. (انظر: معسكر اعتقال اليابانيين في الولايات المتحدة)
- تخضع الكنيسة الرومانية الكاثوليكية إلى البابوية الكاثوليكية في الأمور الدينية. وغالبًا ما ينظر لذلك على أنه ولاء مزدوج من قِبل القوى المعارِضة لـ الكرسي الرسولي.
  - خلال فترة الإصلاح الإنجليزي، تم محاكمة العديد من الرموز الإنجليزية والاسكتلندية البارزة، مثل توماس مور، وماري ستيوارت، ملكة الأسكتلنديين وأدموند كمبيون، وأُعدموا بسبب ولائهم المزدوج المزعوم للبابوية وخيانتهم للملك.
  - أثناء فترة الجمهورية الثالثة في القرن التاسع عشر بفرنسا، انقسم المواطنون تلقائيًا إلى إكليريكيين  ولا إكليريكيين وذلك بسبب الولاء الذي استمر فترات طويلة والقائم على الصراع بين الحكومة العلمانية الفرنسية وبين الكرسي الرسولي.
  - أثناء حملة جون كينيدي والفترة الوجيزة التي تقلد خلالها منصب رئيس الولايات المتحدة، تساءل بعض المناوئين عن ما إذا كان رئيس الكنيسة الرومانية الكاثوليكية للولايات المتحدة لديه ولاء منقسم بين البابوية وبين الفاتيكان.[4]
  - أُجبر الكاثوليك الصينيين من قِبل حكومة جمهورية الصين الشعبية على استبدال الكنيسة الرومانية الكاثوليكية في الصين بالجمعية الوطنية الكاثوليكية الصينية.
- اُتهم اليهود في الشتات اليهودي بالولاء المزدوج من قِبل الرومان في القرن الأول، ومن قِبل الفرنسيين في قضية دريفوس في أواخر القرن التاسع عشر، وفي أثناء حقبة ستالين الاتحاد السوفيتي في القرن العشرين.[5] قبل إنشاء دولة إسرائيل، اعتاد اليهود المعادون للصهيونية إلقاء التهم على سائر اليهود.[6] وبينما يستخدم البعض اليوم عبارة «الأسلوب الحيادي غير الازدرائي،» فقد يخفي هذا الاستخدام حقيقة أن الدول الداخلية وإسرائيل قد يواجهون اختلافات سياسية حادة.[7] تسببت حرب الخليج[5] عام 1991 والغزو الأمريكي على العراق عام 2003 في توجيه مثل هذه الاتهامات لـ المحافظين الجدد اليهود، هؤلاء المؤيدون بشدة لشن الحرب على العراق والتي يزعم أنها تسعى لتقويض الدول العربية المعادية لإسرائيل (على سبيل المثال، استخدام مصطلح «إسرائيل أولًا»).[8][9][10]
- لقد كان ولاء العديد من الأمريكيين للحكومة الأمريكية أمرًا يدعو للتساؤل أثناء فترة الحرب الباردة نظرًا للتعاطف الشيوعي المزعوم، الأمر الذي أدى إلى ما يُسمى بـ «مطاردة الساحرات» للعديد من المسؤولين الحكوميين والمشاهير وغيرهم من المواطنين. (انظر: مكارثية)
- كثيرًا ما يُتهم المسلمون الذين يعيشون في الدول الغربية وبخاصة خلال الفترة التي اشتدت فيها حدة التوتر، كالفترة التي أعقبت أحداث 11 سبتمبر 2001, أو خلال فترة الجدل المثار بشأن الرسوم الكاريكاتورية الدنمركية من عام 2005 إلى 2006، بولائهم أكثر تجاه الأمة الإسلامية عن ولائهم للبلد الذي يعيشون فيه.[11]
- لا يزال «الولاء المزدوج» مصدر قلق بالنسبة لمنتقدي سياسة الهجرة إلى الولايات المتحدة، وبخاصة الهجرة من تلك الدول التي تشترك في حدودها مع المكسيك.[12]
- كثيرًا ما اتُهمت الأقلية الهندوسية في بنغلاديش ذات الأغلبية المسلمة بولائها المزدوج إلى جارتها الهند من قِبل حزب بنغلاديش الوطني [13] بل وحتى من قِبل الشيخة حسينة واجد[14] التي ترأست أكبر حزب سياسي في بنغلاديش قائم على مبدأ العلمانية.[15]
- في بعض الأحيان كان يتم اتهام كتلة النواب السود بالكونغرس بالولاء المزدوج تجاه إفريقيا؛ حيث كانوا يصرحون بانتقادهم لدولة إسرائيل والتفرقة العنصرية في جنوب أفريقيا على الملأ، وبقيت كتلة النواب السود بالكونغرس صامتة وقتًا كبيرًا عن العديد من انتهاكات حقوق الإنسان التي كان يمارسها الحكام المستبدون من الأفارقة السود.